# سيسيل نيوتن
سيسيل نيوتن (بالإنجليزية: Cecil Newton)‏ هو لاعب كرة قدم أمريكية أمريكي، ولد في 20 مارس 1986 في سافانا في الولايات المتحدة.

## وصلات خارجية
- سيسيل نيوتن على موقع مرجع كرة القدم المحترفة.كوم (الإنجليزية)